# Aura (satélite)
Aura (EOS CH-1) é um projeto de pesquisa multi-nacional da NASA. O Satélite está em órbita ao redor do planeta Terra, analisando a camada de ozônio, a qualidade do ar e o clima. É o terceiro principal componete do Sistema de Observação da Terra (EOS, do inglês Earth Observing System), sendo os dois primeiros: TERRA (lançado em 1999) e Aqua (lançado em 2002), respectivamente. 
O nome "Aura" vem da palavra latina para "ar". O satélite foi lançado na Base da Força Aérea de Vandenberg em 15 de julho de 2004, a bordo de um foguete Boeing Delta II 7920-10L.  O Aura orbita  com o chamado "A-Train", um conjunto de vários outros satélites (Aqua, CALIPSO, CloudSat e o francês PARASOL) em órbita heliossíncrona.
O satélite possui uma massa de cerca de 1.765 kg. O corpo mede 6,9 m , e com os painéis solares expandidos atinge cerca de 15 m.

## Instrumentos
Aura leva quatro instrumentos para estudos da química atmosférica
- HIRDLS (High Resolution Dynamics Limb Sounder): mede a radiação infravermelha do ozônio, copostos de vapor de água, CFC's, metano e nitrogênio. Desenvolvido juntamente com o Natural Environment Research Council do Reino Unido.
- MLS (Microwave Limb Sounder): mede emissões de ozônio, cloro e outros gases, além de análise sobre o vapor d'água no aquecimento global.
- OMI: (Ozone Monitoring Instrument): usa ultravioleta e radiação visível para produzir mapas diários de alta-resolução. Desenvolvido pelo Instituto Meteorológico da Finlândia e a Agência Holandesa para Programas Aeroespaciais.
- TES (Troposphere Emission Spectrometer): mede o ozônio troposférico em comprimentos de onda infravermelhos, também mede o monóxido de carbono, metano e óxidos de nitrogênio.